# Resolução 41 do Conselho de Segurança das Nações Unidas
Resolução 41 do Conselho de Segurança das Nações Unidas, aprovada em 28 de fevereiro de 1948, elogiou ambas as partes na Revolução Nacional da Indonésia para a recente assinatura de uma trégua e as tentativas de cumprimento da Resolução 27 do Conselho de Segurança das Nações Unidas. Repetida a oferta de mediação feita na Resolução 31 do Conselho de Segurança das Nações Unidas e solicitou à Comissão de Bons Ofícios mantê-los informados sobre o progresso da solução política para a Indonésia.
Foi aprovada com 7 votos, com 4 abstenções da Colômbia, Síria, Ucrânia e a União Soviética.